# Anedjib
Anedjib   ( - 2985 aC) més correctament Adjib i també conegut com Hor-Anedjib, Hor-Adjib i Enezib, és el nom d'Horus d'un primer rei egipci que va governar durant la dinastia I. L'historiador egipci Manetho el va nomenar "Miebîdós" i li va atribuir un regnat de 26 anys, mentre que el Canonge Reial de Torí li va atribuir un regnat inverosímil de 74 anys. Els egiptòlegs i historiadors ara consideren que tots dos registres són exageracions i en general atribueixen a Adjib un regnat de 8-10 anys.

## Biografia
Adjib està ben documentat en registres arqueològics. El seu nom apareix en inscripcions en recipients fets d'esquist, alabastre, bretxa i marbre. El seu nom també es conserva en etiquetes d'ivori i segells de gerres de terra. Els objectes que porten el nom i els títols d'Adjib provenen d'Abydos i Sakkara.
La família d'Adjib només ha estat investigada parcialment. Els seus pares són desconeguts, però es creu que el seu predecessor, el rei Den, podria haver estat el seu pare. Adjib possiblement estava casat amb una dona anomenada Betrest. A la Pedra de Palerm es descriu com la mare del successor d'Adjib, el rei Semerkhet. Encara no s'han trobat proves definitives d'aquesta visió. S'esperaria que Adjib tingués fills i filles, però els seus noms no s'han conservat en el registre històric. Un candidat a ser un possible membre de la seva línia familiar és Semerkhet.
Va residir a Memfis. El seu nom és el primer de les llistes de Saqqara. Els seus monuments foren malmesos pel seu successor i el seu nom en un serekh fou esborrat i el nom del nou faraó es va posar al seu lloc, igual que en alguns objectes trobats a Saqqara. El seu nom només apareix dins d'Egipte a Abidos i Helwan, a més de Saqqara. A Palestina, apareix a Bessor.
Sembla que va solucionar un conflicte entre les classes altes de l'Alt i el Baix Egipte i s'especula que fou perquè, pel fet de ser un usurpador, no era reconegut per uns i sí per uns altres. Al nord, en alguns nomós, es detecta resistència.
Es va casar amb Batirites i va tenir com a fill el seu successor Semerkhet.
Segons el papir de Torí, va morir amb 74 anys. Va ser enterrat a Abidos. El seu principal ministre va tenir mastaba a Saqqara.

## Tomba
El lloc d'enterrament d'Adjib va ser excavat a Abydos i es coneix com a "Tomba X". Mesura 16,4 x 9,0 metres i és la més petita de totes les tombes reials d'aquesta zona. La tomba d'Adjib té la seva entrada pel costat est i una escala baixa a l'interior. La cambra funerària està envoltada per 64 tombes subsidiàries i simplement dividida per un mur tallat en dues sales. Fins al final de la I dinastia, semblaria que era tradició que la família i la cort del rei es suïcidassin (o foren assassinats) i després fossin enterrats al costat del governant a la seva necròpolis.
Altres transcripcions del seu nom: Adjib, Andjib, Andyib, Anedjeti, Anedjib, Anezjed, Anzib, Atchab, Azab, Enegib, Enezib, Merbapen, Merbiap, Merbiape, Merbiapou, Meribapen, Meribiapen, Meribiapu, Meripibia, Meriregeregpen, Merpabia, Merpebia, Merpeha, Merpibia, Merpubia, Miebis, Miriba, Niebais.